# Cassida seraphina
Cassida seraphina là một loài bọ cánh cứng trong họ Chrysomelidae. Loài này được Ménétriés miêu tả khoa học năm 1836.